# Heterolocha incolorata
Heterolocha incolorata là một loài bướm đêm trong họ Geometridae.